# レーニンスキー大通り (モスクワ)

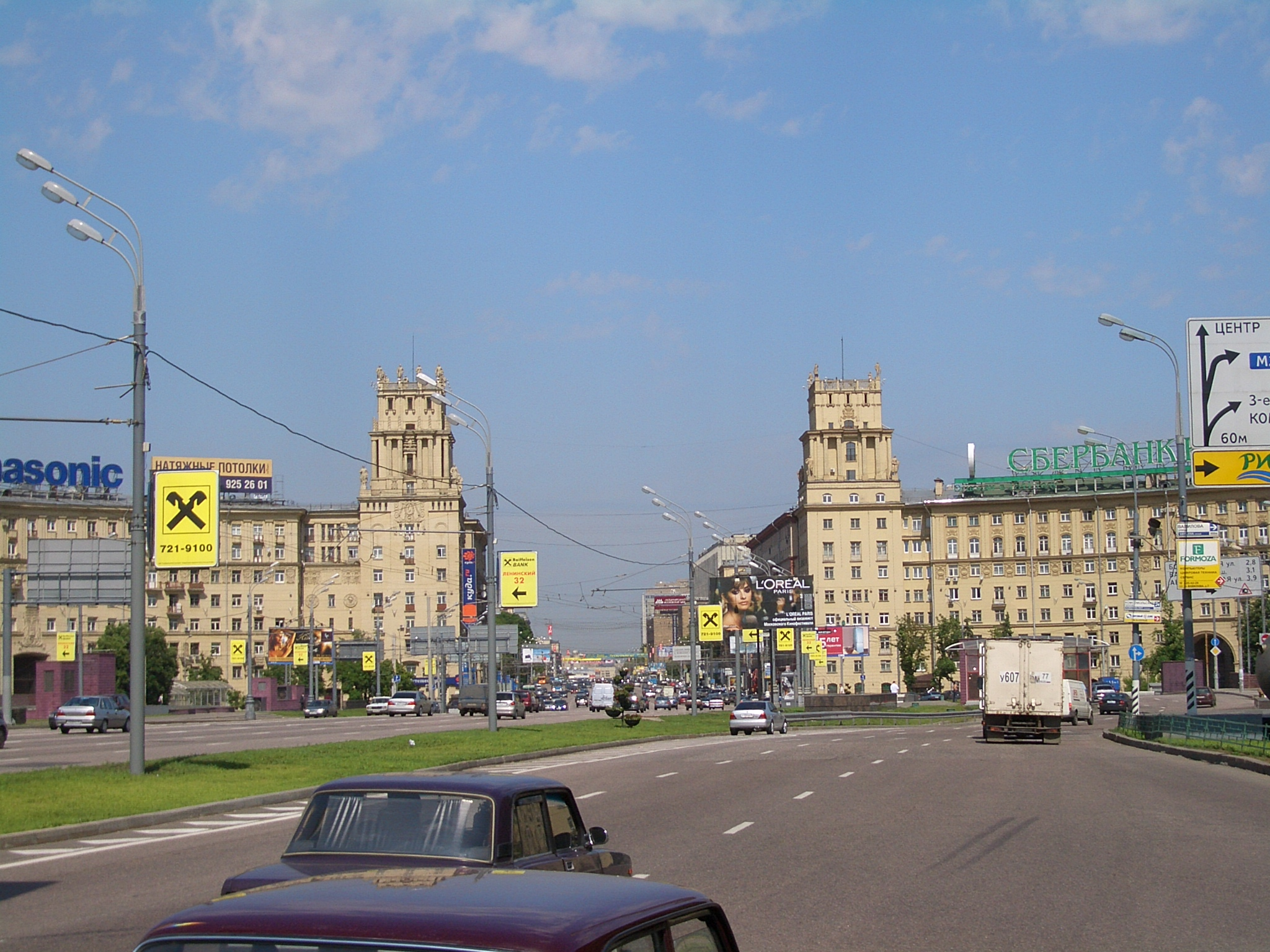
ガガーリン広場を通るレーニンスキー大通り

レーニンスキー大通り（レーニンスキーおおどおり、ロシア語: Ленинский проспект)、英語: Leninsky Avenue, Moscow）はロシア・モスクワ市内を南西へ方向へ向かう道路で、北西にあるレニングラーツキー大通り（トゥヴェルスカヤ通り）と並んでモスクワの代表的な放射状に延びる大通りである。

## 概要
レーニンスキー大通りはロシア・モスクワ市内を南西へ方向へ向かう道路で、カルーシュスカヤ広場（Kaluzhskaya Square）からサドーヴォエ環状道路（環状3号線）のガガーリン広場（Gagarin Square）を通ってさらにモスクワ環状道路まで。そのあとはキーエフスカヤ通りとなり、ロシア連邦道路M3／E101号線幹線道路でもあるのでカルーガ、ブリャンスクを経てウクライナ国境まで続く。その先はキエフを経て、オデッサまで行ける。
モスクワ市内では、北西にあり、サンクトペテルブルク方面へ行くレニングラーツキー大通り（トゥヴェルスカヤ通り）と並んでモスクワの代表的な放射状に延びる大通りである。

## 歴史
この道路は18世紀から建設されていて、カルーシュスカヤ広場から現在のガガーリン広場までがモスクワ市に編入されて、大カルーシュスカヤ道路と呼ばれるようになった。道路建設は1940年代まで継続されて、カルーシュスカヤ道路ができて、その後はキエフまでの道路が続き、1957年に3つの道路を合わせてウラジーミル・レーニンの名前を使う道路名とした。

## 地下鉄駅
地下鉄駅としては、オクチャーブリスカヤ駅 (環状線)、レニンスキー・プロスペクト駅およびトロパリョヴォ駅がある。

## 大通り沿いの主な建築物
- ユーリー・ガガーリン像（ガガーリン広場）
- レベデフ物理学研究所
- ロシア諸民族友好大学

## 参照項目
- トゥヴェルスカヤ通り
- モスクワの道路
- レーニンスキー大通り (サンクトペテルブルク)